# Алкара Ли Фузи
Алка̀ра Ли Фу̀зи (на италиански и на сицилиански: Alcara Li Fusi) е село и община в Южна Италия, провинция Месина, автономен регион и остров Сицилия. Разположено е на 400 m надморска височина. Населението на общината е 2072 души (към 2011 г.).